# José Guadalupe Aguilera (norra Canatlán)
José Guadalupe Aguilera, även Santa Lucía, är en ort i kommunen Canatlán i delstaten Mexiko i Mexiko. Samhället hade 1 732 invånare vid folkräkningen 2020.
Orten är döpt efter geologen José Guadalupe Aguilera.